# Davejan
Davejan (en francès Davejean) és un municipi de França de la regió d'Occitània, al departament de l'Aude